# Guillem Vallori Grimalt
Guillem Vallori Grimalt (Mallorca, 24 de juny de 1982) és un futbolista mallorquí que ocupa la posició de defensa central. Format a les categories inferiors del RCD Mallorca, va anar a jugar a Suïssa i a Alemanya després de tres anys a la Penya Esportiva Santa Eulàlia. El 2016 va tornar a l'illa per jugar amb l'Atlètic Balears, en el qual milita actualment.

## Trajectòria
Vallori es va iniciar en les files del Mallorca, on va estar deu anys a les categories inferiors. Quan era juvenil el cediren al Sant Francesc i, més tard, al Ferrioler, i finalment va tornar al Mallorca de Divisió d'Honor. Més tard, el Mallorca li comunicà que no comptava amb ell, i va passar a jugar a Tercera Divisió amb el Santa Ponça; llavors va tornar a fitxar pel Mallorca, on va debutar a Segona Divisió B i va coincidir amb jugadors com Miquel Àngel Moyà, Ivan Ramis o Albert Riera, però aquella mateixa temporada el va tornar a cedir al Ferrioler i posteriorment una altra vegada al Santa Ponça. El 2004 va expirar el seu contracte amb el Mallorca, i llavors va fitxar per la Penya Esportiva Santa Eulàlia, que també militava a Tercera.
L'estiu de 2007 un resident suís a Eivissa, aficionat del Grasshopper, li va aconseguir unes proves per fitxar pel club. Després de dos amistosos, l'entrenador li va comunicar que el club tenia intenció de fer-li un contracte. Va debutar amb victòria i ovació del públic, i els cinc anys que s'hi va estar va ser molt estimat.
L'hivern de 2012 va fitxar pel TSV 1860 Múnic, de Segona Divisió Alemanya, on es va estar quatre temporades i mitja, tot i que no va disputar cap partit de la 15/16 per una lesió de lligaments creuats. El 2016, acabat el contracte, va tornar a Mallorca, on va fitxar per l'Atlètic Balears, de Segona Divisió B. Allà ha guanyat un títol de lliga i ha disputat dos play-offs d'ascens.

### Personal
És un jugador que té força supersticions: entra al camp amb el peu dret, surt el darrer de l'autobús, es toca el revés de la bota i escolta sempre la mateixa música abans dels partits. Pel que fa a referents, és admirador dels defenses italians Franco Baresi, Alessandro Nesta i Fabio Cannavaro.
Domina l'alemany gràcies a la seva estada a Zürich i Múnic i és aficionat del FC Barcelona.

## Estadístiques
| Club                            | Temporada     | Lliga | Lliga | Copa Nacional | Copa Nacional | Altres | Altres | Total | Total |
| Club                            | Temporada     | Part. | Gols  | Part.         | Gols          | Part.  | Gols   | Part. | Gols  |
| ------------------------------- | ------------- | ----- | ----- | ------------- | ------------- | ------ | ------ | ----- | ----- |
| Penya Esportiva · Illes Balears | 2004/05       | 38    | 9     | -             | -             | -      | -      | 38    | 9     |
| Penya Esportiva · Illes Balears | 2005/06       | 37    | 7     | -             | -             | -      | -      | 37    | 7     |
| Penya Esportiva · Illes Balears | 2006/07       | 37    | 4     | -             | -             | -      | -      | 37    | 4     |
| Penya Esportiva · Illes Balears | Total         | 112   | 20    | -             | -             | -      | -      | 112   | 20    |
| Grasshopper · Suïssa            | 2007/08       | 35    | 3     | 3             | 0             | -      | -      | 38    | 3     |
| Grasshopper · Suïssa            | 2008/09       | 35    | 1     | 4             | 2             | 6      | 0      | 45    | 3     |
| Grasshopper · Suïssa            | 2009/10       | 26    | 1     | 1             | 0             | 2      | 0      | 27    | 1     |
| Grasshopper · Suïssa            | 2010/11       | 35    | 0     | 4             | 4             | -      | -      | 39    | 4     |
| Grasshopper · Suïssa            | 2011/12       | 11    | 1     | 1             | 2             | -      | -      | 12    | 3     |
| Grasshopper · Suïssa            | Total         | 142   | 6     | 13            | 11            | 8      | 0      | 161   | 14    |
| TSV 1860 München · Alemanya     | 2011/12       | 11    | 2     | -             | -             | -      | -      | 11    | 2     |
| TSV 1860 München · Alemanya     | 2012/13       | 31    | 3     | 3             | 1             | -      | -      | 34    | 4     |
| TSV 1860 München · Alemanya     | 2013/14       | 30    | 1     | -             | -             | -      | -      | 30    | 1     |
| TSV 1860 München · Alemanya     | 2014/15       | 21    | 1     | -             | -             | -      | -      | 21    | 1     |
| TSV 1860 München · Alemanya     | 2015/16       | 0     | 0     | -             | -             | -      | -      | 0     | 0     |
| TSV 1860 München · Alemanya     | Total         | 93    | 7     | 3             | 1             | -      | -      | 96    | 8     |
| Atlètic Balears · Illes Balears | 2016/17       | 33    | 1     | -             | -             | -      | -      | 33    | 1     |
| Atlètic Balears · Illes Balears | 2017/18       | 29    | 0     | -             | -             | -      | -      | 29    | 0     |
| Atlètic Balears · Illes Balears | 2018/19       | 43    | 2     | -             | -             | -      | -      | 43    | 2     |
| Atlètic Balears · Illes Balears | 2019/20       |       |       |               |               |        |        |       |       |
| Atlètic Balears · Illes Balears | Total         | 105   | 3     | -             | -             | -      | -      | 105   | 3     |
| Total carrera                   | Total carrera | 452   | 36    | 16            | 12            | 8      | 0      | 476   | 48    |

Font: Transfermarkt